# Preisgrenze
Die Preisgrenze ist in der Preispolitik von Unternehmen und in der Volkswirtschaftslehre ein kritischer Preis, der beim Höchstpreis nicht überschritten und beim Mindestpreis nicht unterschritten werden darf.

## Allgemeines
Die Einführung von Preisgrenzen behindert in Marktwirtschaften die freie Preisbildung durch Angebot und Nachfrage. Preisgrenzen erfordern eine konstitutive Entscheidung innerhalb der Preispolitik von Unternehmen für Marktpreise oder beim Staat für administrierte Preise. In Zentralverwaltungswirtschaften sind Preisgrenzen dagegen üblich.
Preisgrenzen gehören innerhalb der Preispolitik zum strategischen Management und sind eine Preisstrategie, weil sie Preise festlegen, die in der Beschaffung maximal in Höhe der Faktorpreise liegen dürfen (Höchstpreise) und im Vertrieb mindestens den Marktpreisen entsprechen sollen (Mindestpreise). Während Preisobergrenzen in der Beschaffung das Maximum des Einkaufspreises von Gütern und Dienstleistungen wiedergeben, legen Preisuntergrenzen im Vertrieb das Minimum fest, das beim Verkaufspreis nicht unterschritten werden darf.
Entscheidungen über Preisgrenzen müssen wegen der Unsicherheit vieler Marktdaten unter Unsicherheit getroffen werden. Falls die Gesamtkosten für preispolitische Entscheidungen nicht ausreichen, muss die Preisgestaltung anhand der Unternehmensziele erfolgen. Erfolgswirksame Preisgrenzen orientieren sich am Ziel der Gewinnmaximierung (Kostendeckung der Gesamtkosten zuzüglich Gewinnmarge), liquiditätswirksame am Ziel der Liquiditätssicherung (Kostendeckung der zahlungswirksamen Kosten). Kurzfristig wirkende Preisgrenzen sind statische, mittel- und langfristige sind dynamische Preisgrenzen. Die Differenz zwischen der Preisunter- und der Preisobergrenze ist die Preisspanne. Während die Preisuntergrenze unterhalb des Marktpreises liegt, ist die Preisobergrenze höher als dieser.

## Arten
Bei der Beschaffung gibt es Preisobergrenzen für Büromaterial, Fertigungsmaterial und sonstige Produkte (etwa Nahrungsmittel für die Kantine). Diese Preisobergrenzen limitieren die Zahlungsbereitschaft des Unternehmens und limitieren die Anschaffungskosten.
Preisuntergrenzen im Vertrieb sind kritische Preise, bei deren Unterschreitung durch den Marktpreis Verluste erwirtschaftet werden. Zu unterscheiden ist herbei zwischen der kurzfristigen und langfristigen Preisuntergrenze, die entweder das Betriebsminimum oder das Betriebsoptimum bedeuten. Preisuntergrenzen sind Indifferenzpreise, weil sie jenen Verkaufspreis markieren, bei dem es für den Anbieter gleichgültig ist, ob er eine Gütereinheit verkauft oder nicht.

## Einheitspreise und Preisdifferenzierung
Güter können entweder zu einem Einheitspreis oder zu unterschiedlichen Preisen (Preisdifferenzierung) angeboten werden. Mögliche Preisstrategien für den Einheitspreis sind:
- Kostenpreisstrategie: Güter werden mit dem Plankostenpreis angeboten, der situativ der Marktentwicklung angepasst werden kann.
- Auslastungspreisstrategie: Der Einheitspreis wird dem Preis einer Vollbeschäftigung angenähert, welcher der unteren kritischen Preisgrenze der eigenen Absatzfunktion entspricht.
- Gewinnpreisstrategie: Um das Gewinnmaximum zu erreichen, wird der Einheitspreis dem Cournotpreis angenähert, wodurch sich das Auslastungsrisiko erhöht.

Je nach verfolgter Strategie stehen bei der Preisfindung unterschiedliche ökonomische Größen im Vordergrund (Plankosten, Vollbeschäftigung oder Cournotpreis).

## Preisgrenzen im Monopol
Ein Monopolanbieter hat Antoine-Augustin Cournot zufolge einen optimalen Angebotspreis
{\displaystyle pA_{opt}} und eine optimale Angebotsmenge {\displaystyle mA_{opt}}, die zum Gewinnmaximum führen. Die Verkaufsquote eines Händlers oder die Auslastung eines Herstellers
{\displaystyle p={\frac {m_{k}}{m_{a}}}}
ist bis zu unteren kritischen Preisgrenze 100 %. Die obere kritische Preisgrenze {\displaystyle p_{2}} ist für alle monopolistischen Anbieter identisch mit dem oberen Grenzpreis {\displaystyle p_{No}} der Gesamtnachfrage
{\displaystyle P_{2}=p_{No}}.
Die untere kritische Preisgrenze {\displaystyle p_{1}} hängt dagegen auf einem Markt mit hoher Wettbewerbsintensität von der Angebotsmenge und dem Angebotsgrenzpreis eines Anbieters im Verhältnis zu den Mengen und Preisen der anderen Anbieter ab.

## Wirtschaftliche Aspekte
Werden in einer Marktwirtschaft Preisgrenzen eingeführt, kommt es zu Unter- oder Überversorgungen. Liegen die Mindestpreise über dem Gleichgewichtspreis, tritt eine Überversorgung ein (Überproduktion; etwa der Butterberg), bei unter dem Gleichgewichtspreis liegenden Höchstpreisen entsteht Unterversorgung (Unterkonsumtion). Unterversorgung begünstigt den Schwarzmarkt oder grauen Markt; es droht eine Rationierung.

## Abgrenzung
Höchstpreise und Mindestpreise sind ebenfalls Preisgrenzen, gehören jedoch zur staatlichen Marktregulierung und werden durch den Staat für betroffene Unternehmen festgelegt.